# Michael Schnedlitz

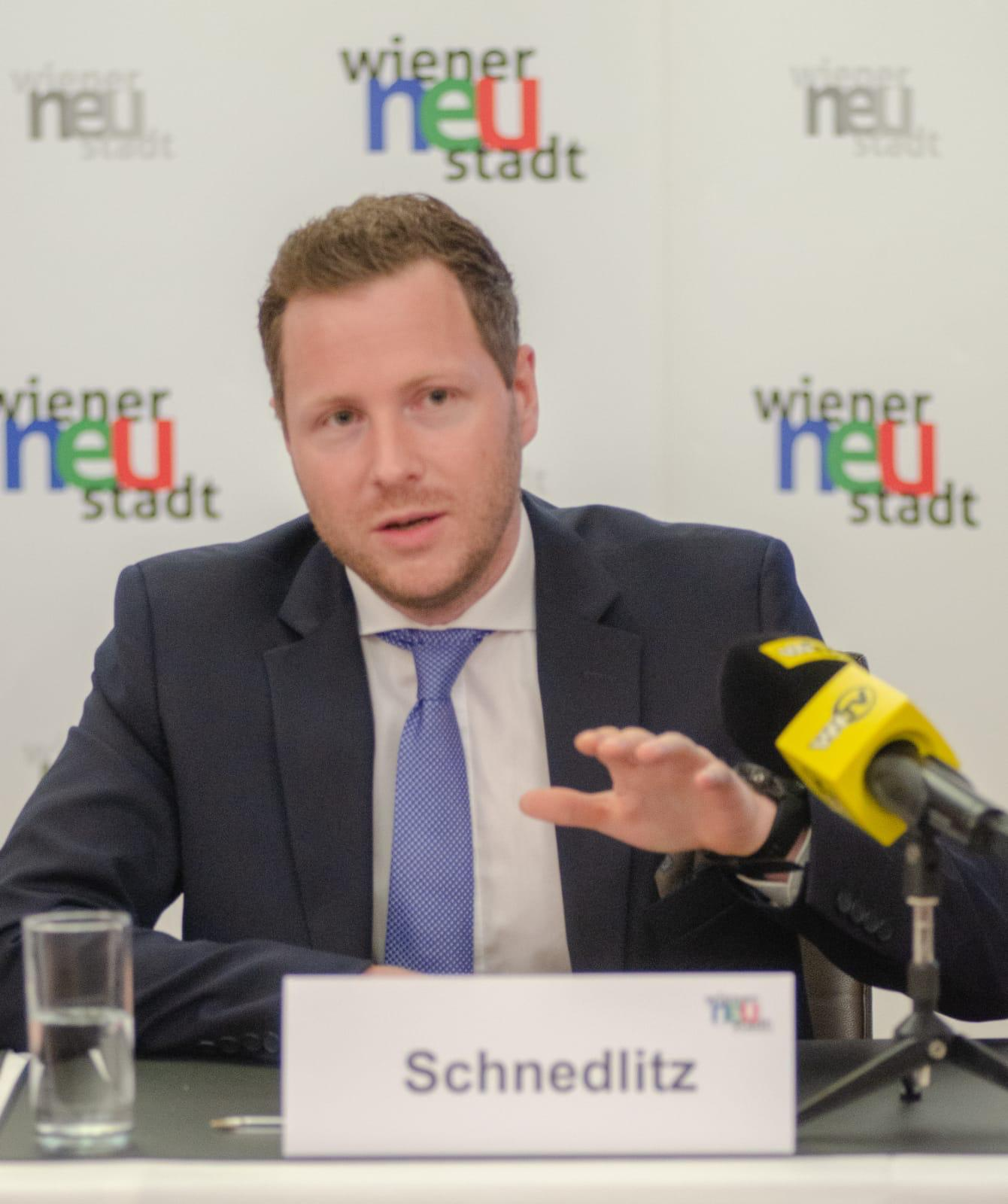
Michael Schnedlitz (2019)

Michael Schnedlitz (* 13. März 1984 in Tamsweg, Salzburg) ist ein österreichischer Politiker (FPÖ). Von März bis September 2018 war er Abgeordneter zum Landtag von Niederösterreich. Seit September 2018 ist er Landesparteisekretär der FPÖ Niederösterreich. Seit dem 23. Oktober 2019 ist er Abgeordneter zum Nationalrat. Am 30. Jänner 2020 wurde er zum Generalsekretär der FPÖ gewählt.

## Leben

### Ausbildung und Beruf
Michael Schnedlitz besuchte nach der Volksschule in Rinegg die Schihauptschule Murau. Seit 1998 lebt er in Wiener Neustadt, wo er das Militärrealgymnasium besuchte. Er war als Einzelunternehmer, Gesellschafter beziehungsweise Teilhaber im Bereich Finanzen und eines Bauunternehmens tätig und parlamentarischer Mitarbeiter des Nationalratsabgeordneten Christian Lausch.
Schnedlitz hat einen Zwillingsbruder. Sein Vater Ernst Schnedlitz war bis Ende 2014 ÖVP-Bürgermeister von Rinegg.

### Politik
Michael Schnedlitz begann seine politische Laufbahn 2004 beim Ring Freiheitlicher Jugend (RFJ) in Niederösterreich, wo er ab 2006 dem Landesvorstand angehörte und bis 2015 Landesobmann-Stellvertreter war. 2010 wurde er Gemeinderat in Wiener Neustadt, im Dezember 2013 wurde er dort als Stadtrat angelobt und war für das Ressort Verkehr verantwortlich. Von 2010 bis 2015 war er dort auch Klubobmann der FPÖ; nach dem Rücktritt von Stadtrat Markus Dock-Schnedlitz, dem Bruder von Michael Schnedlitz, übernahm er diese Funktion 2016 erneut. Nach den Gemeinderatswahlen in Niederösterreich 2015 wurde er in Wiener Neustadt Bürgermeister-Stellvertreter und Stadtrat für Wohnen und Soziales.
Nach der Landtagswahl in Niederösterreich 2018 und dem Rücktritt von Udo Landbauer übernahm er dessen Mandat und wurde auch geschäftsführender FPÖ-Parteiobmann in Wiener Neustadt. Am 22. März 2018 wurde er in der konstituierenden Landtagssitzung der XIX. Gesetzgebungsperiode als Abgeordneter zum Landtag von Niederösterreich angelobt. Am 20. September 2018 übernahm Udo Landbauer das Mandat von Schnedlitz im Landtag wieder. Schnedlitz folgte im September 2018 Christian Hafenecker als Landesparteisekretär der FPÖ Niederösterreich nach.
Am 23. Oktober 2019 wurde Schnedlitz zu Beginn der XXVII. Gesetzgebungsperiode als Abgeordneter zum österreichischen Nationalrat angelobt. Im FPÖ-Parlamentsklub fungiert er als Bereichssprecher für Jugend. Am 30. Jänner 2020 wurde er nach dem Rücktritt von Harald Vilimsky und Christian Hafenecker zum Generalsekretär der FPÖ gewählt.
Am 18. November 2021 wurde die parlamentarische Immunität von Schnedlitz durch den österreichischen Nationalrat aufgehoben, um die Ermittlungen durch die Staatsanwaltschaft Wien wegen Verhetzung wegen eines Postings im Fall eines getöteten Kindes zu ermöglichen. Das Verfahren wurde von der Staatsanwaltschaft schließlich eingestellt. Am Rand einer Corona-Demonstration im Jahr 2021 äußerte Schnedlitz gegenüber der rechtsextremen Zeitschrift Info-Direkt, er bevorzuge es, mit den Leuten auf der Straße zu sein statt bei „Volksverrätern im Plenarsaal“. Es sei „Zeit für außerparlamentarische Aktivitäten“.
Im Jänner 2023 wurde Christian Hafenecker neben Michael Schnedlitz FPÖ-Generalsekretär.
Im Februar 2024 bestätige Schnedlitz die pro-russische Position der FPÖ, indem er Außenminister Schallenberg kritisierte während eines Disputs mit dem Außenamt Russlands nach dem Tod des prominenten russischen Oppositionellen Nawalny in dem sibirischen Straflager Polarfuchs.
Für die Nationalratswahl 2024 wurde er hinter Spitzenkandidat Herbert Kickl Zweiter der Landesliste der FPÖ Niederösterreich und Fünfter auf der FPÖ-Bundesliste. Neben Herbert Kickl, Christian Hafenecker, Norbert Nemeth, Susanne Fürst, Reinhard Teufel und Arnold Schiefer wurde er nach der Nationalratswahl Teil des Verhandlungsteams der FPÖ zur Bildung einer Regierung. Für die Gemeinderatswahl im Jänner 2025 verzichtete er auf eine Kandidatur.

### Politische Positionen

#### Identitäre
2016 begrüßte Schnedlitz bei einer Kundgebung anwesende Identitäre „recht herzlich in Wiener Neustadt“ und lud sie in sein Büro im Rathaus ein. 2019 distanzierte er sich von der Gruppe, er habe seit 2016 keinen Kontakt mehr zu dieser.
Im Jahr 2020 hielt Schnedlitz in einem Interview mit Info-Direkt fest, mit der „Distanziererei“ von den Identitären sei es „definitiv vorbei“. Später relativierte Schnedlitz seine Aussage. Im selben Jahr bezeichnete er die Identitären als eine „Art NGO auf der rechten Seite“. 2022 trug Schnedlitz bei einer Corona-Demonstration in Gänserndorf gemeinsam mit Identitären ein Demonstrationsbanner und posierte mit einem White-Power-Zeichen.

#### Pensionsantrittsalter
Im Juli 2025 sprach sich Schnedlitz gegen eine Anhebung des Pensionsantrittsalters in Österreich auf 70 Jahre aus, dabei handle es sich um einen „beispiellosen Affront gegenüber all jenen, die unser Land mit ihrer Hände Arbeit aufgebaut haben“.